# Xyridacma hudsoni
Xyridacma hudsoni là một loài bướm đêm trong họ Geometridae.